# Rosemarie-Kilian-Park
Der Rosemarie-Kilian-Park ist eine nach Rosemarie Kilian benannte Grünfläche im Stadtteil Damperhof der schleswig-holsteinischen Landeshauptstadt Kiel. Die Parkanlage im Karree Knooper Weg, Teichstraße, Lehmberg, Mittelstraße gehört zur Grüntangente Nord und ist ca. 8500 m² groß.

## Geschichte
Die Umbenennung, der bis dahin namenlosen Grünfläche, wurde am 17. November 2016 von der Kieler Ratsversammlung beschlossen, nachdem zuvor eine Grünfläche am Brauereiviertel für die Umbenennung im Gespräch gewesen war. Der Name erinnert an die Schauspielerin Rosemarie Kilian (* 2. Juni 1919 in Landsberg an der Warthe; † 31. Januar 2014 in Kiel), die ab 1969 durch zahlreiche Rollen am Kieler Schauspielhaus bekannt wurde. Sie wurde 1999 zur Kammerschauspielerin ernannt und initiierte 2004 den Verein zur Gründung eines Theatermuseums. 2009 erhielt sie das Kieler Prunksiegel, 2011 den Verdienstorden des Landes Schleswig-Holstein.